# This Is Acting
 (décembre 2015).
Si vous disposez d'ouvrages ou d'articles de référence ou si vous connaissez des sites web de qualité traitant du thème abordé ici, merci de compléter l'article en donnant les références utiles à sa vérifiabilité et en les liant à la section « Notes et références ».
Albums de Sia
1000 Forms of Fear
(2014) Everyday Is Christmas
(2017)
Singles
1. Alive
Sortie : 24 septembre 2015
2. Cheap Thrills
Sortie : 11 février 2016
3. The Greatest
Sortie : 5 septembre 2016
4. Move Your Body
Sortie : 6 janvier 2017

This Is Acting est le septième album studio de l'auteur-compositrice-interprète australienne Sia, sorti en 2016 sur les labels Inertia, Monkey Puzzle et RCA. L'album est avant tout un album Electropop avec une influence Soul.

## Concept
Cet album de Sia a un concept assez spécial : il est composé de chansons écrites par Sia à l'origine pour d'autres artistes, qui ne les ont pas retenues. De Adele à Katy Perry, de Shakira à Rihanna, en passant par Demi Lovato, Sia a eu beaucoup de refus. Le titre de l'album indique qu'il est plus qu'un simple recyclage des chansons rejetées, grâce à l'interprétation de Sia (et à la chanson One Million Bullets - la seule de l'album écrite par Sia pour elle-même).

## Liste des pistes
| 1.  | Bird Set Free       | 4:12 |
| 2.  | Alive               | 4:24 |
| 3.  | One Million Bullets | 4:12 |
| 4.  | Move Your Body      | 4:07 |
| 5.  | Unstoppable         | 3:38 |
| 6.  | Cheap Thrills       | 3:32 |
| 7.  | Reaper              | 3:40 |
| 8.  | House on Fire       | 4:01 |
| 9.  | Footprints          | 3:13 |
| 10. | Sweet Design        | 2:26 |
| 11. | Broken Glass        | 4:25 |
| 12. | Space Between       | 4:48 |

| 13. | Summer Rain                | 3:36 |
| 14. | First Fighting a Sandstorm | 3:57 |

| 13. | Cheap Thrills (featuring Sean Paul)     |  |
| 14. | The Greatest (featuring Kendrick Lamar) |  |
| 15. | Confetti                                |  |
| 16. | Move Your Body (Alan Walker remix)      |  |
| 17. | Midnight Decisions                      |  |
| 18. | Jesus Wept                              |  |
| 19. | The Greatest                            |  |